# Tenshinhan
Tenshinhan (天津飯 phiên âm: Thiên Tân Phạn, Tenshinhan) là một trong những nhân vật chính diện của loạt Bảy viên ngọc rồng. Anh là người ngoài hành tinh thuộc tộc tam nhãn.

## Xuất thân
Tenshinhan (hay còn gọi là Ten) với chiều cao 6'1" (733 tuổi), đầu cạo trọc theo đặc tính của Thiếu Lâm, đặc biệt có tới ba con mắt, khác xa với người thường, là học trò của Hạc Lão Tiên Sinh (Hạc Môn Phái) và là sư huynh của Chaozu (Chiaotzu). Cả Ten và Chaozu đều do Hạc lão nuôi từ bé. Tenshinhan đã được Hạc lão huấn luyện để trở thành sát thủ nên đầu bộ truyện là một con người lạnh lùng và vô cảm. Ban đầu có tính cách lạnh lùng và kiêu ngạo, với suy nghĩ luôn muốn chiến thắng tất cả, nhưng cuối cùng Muten Roshi và Son Goku đã khiến Ten nhận ra được đâu mới là người thầy thực sự, từ đó anh đi theo thần Rùa để học hỏi võ công và trở thành bạn của Goku.

## Cuộc đời
Tien là học trò của Hạc lão tiên sinh (Master Shen), bạn đồng môn và rất thân thiết với anh đó là Chiaotzu (Giáo Tử). Ten mở màn những trận đánh của mình là trận đấu với Yamcha, Thên đã thi triển rất nhiều những tuyệt chiêu lợi hại và lạ mắt đặc biệt là Thái Dương Hạ San (Hay còn gọi là mặt trời xuống núi). Sau đó anh gặp Jackie Chun, chính là Roshi (Thần Rùa) giả danh, Tien đã dễ dàng thi triển theo được đòn nội công thượng thừa Kamehameha làm các nhân vật vô cùng ngạc nhiên. Cuối cùng Thần Rùa muốn Ten đụng độ với Goku nên đã giả vờ chịu thua.
Cuối cùng Tien đã đụng độ Goku, mặt vì muốn thử sức của Goku, mặt vì muốn trả thù cho Tao Pai Pai là em của Thần Hạc, là một tên sát thủ đã từng bị Goku giết. Trong trận đấu này Tien Shinhan đã nhận ra được bộ mặt gian ác của Thần Hạc khi xúi giục Tien làm những tiểu xảo đi ngược lại với khí khái con nhà võ, bởi vậy anh đã không theo Thần Hạc nữa. Trở lại với trận đấu giữa Goku với Ten, đây là một trận đấu cân tài cân sức, mặc dù Goku có nhỉnh hơn Ten một chút, nhưng phải công nhận rằng đây là trận đấu hay nhất của toàn đại hội võ thuật lần 22.
Bộ truyện bắt đầu sau đó với một vai trò quan trọng của Ten (cùng với Chiaotzu), Ten và các bạn đã cùng nhau chiến đấu và hi sinh để bảo vệ hòa bình cho Trái Đất trước những thế lực tà ác trong vũ trụ như Frieza, Cell, Buu...

## Chiêu thức
Ki Blast: chiêu thức vận khí để phóng ra từ lòng bàn tay.
Khinh công (Vũ Không Thuật): là kỹ thuật vận khí công để giữ bản thân lơ lửng hoặc di chuyển (bay lượn) trên không trung, sau này được phổ biến rộng rãi trong Dragon Ball.
Sao chép chiêu thức: đây là chiêu thức chỉ cần xem đối phương ra đòn và ngay sau đó có thể thi triển lại chính xác đòn thế đó.
Nhất Dương Chỉ (Dodon Ray): là độc chiêu của Hạc phái. Dồn nội lực vào một đầu ngón tay rồi tạo thành một luồng nội lực phóng thẳng về phía đối thủ, là một chiêu thức rất lợi hại.
Eye Laser: chiêu thức sử dụng con mắt thứ ba của Tien để phóng ra một luồng nội lực dội vào đối thủ.
Rapid Velocity Technique: chiêu thức di chuyển tay với tốc độ rất nhanh, có thể tung nhiều cú đấm lên mình đối phương trong vòng 1s, chỉ có những cao thủ mới có thể đếm được là Tien đã tung cả thảy bao nhiêu cú đấm.
Kamehameha: Chiêu thức này chắc không còn xa lạ, được sáng tạo và phát triền bởi Thần Rùa.
Kiai: Chiêu thức này là một đòn đánh khí công vô hình. Đòn thế này là chiêu Ten dùng để chống lại Tao Pai Pai ở đại hội võ thuật lần thứ 23.
Kikoho (Khí Công Pháo): chiêu thức hủy diệt của Hạc phái. Để thực hiện, Tien khép hai bàn tay đối nhau, tạo thành một hình thoi chóp, lấy khoảng hở giữa hai bàn tay để ngắm mục tiêu và dồn năng lượng vào đó, từ đó tạo ra một đòn chưởng lực mạnh mẽ và gần như vô hình. Đây là chiêu thức vô cùng nguy hiểm, có thể rút ngắn tuổi thọ của người sử dụng hoặc làm tổn thương khí huyệt thậm chí đem đến cái chết cho người sử dụng (được thể hiện khi Tien đã chết sau khi dùng hết công lực tấn công Nappa và khi dùng phiên bản mạnh hơn và liên tục của Kihoko là Shin Kihoko lên Cell bán hoàn hảo thì dù cầm chân được Cell nhưng anh đã suýt chết nếu không được Goku cứu).
Ki Blast Cannon: chiêu thức sóng đôi, dùng để đánh lại Goku ở đại hổi võ thuật lần 23.
Mafuba (Ma Phong Ba): chiêu thức được Tien phát triển từ thần Rùa để phong ấn Đại Ma Vương Piccolo.
Shin Kikoho (Tân Khí Công Pháo): là phiên bản cải tiến của Khí Công Pháo, dùng năng lượng nhiều hơn và có sức công phá kinh khủng hơn cùng khả năng sử dụng liên tục, phát huy công phá tăng gấp 3 lần.
Phân thân: Tien có khả năng phân thân thành bốn bản thể khác nhau, mặc dù sức mạnh có thể bị chia làm 4, và nguy hiểm khi gặp những đối thủ mạnh nhưng là nỗi khiếp sợ cho những ai yếu tim. Được dùng đánh Goku ở đại hội võ thuật lần thứ 23.
Tứ Yêu Quyền: chiêu thức mọc thêm hai cánh tay từ sau lưng. Cho phép người dùng tấn công với sức mạnh dường như gấp đôi.
Thái Dương Quyền: còn được gọi là "Thái Dương Hạ San", là chiêu thức làm chói mắt đối phương trong một khoảng thời gian ngắn.
After Image Technique (Tàn Ảnh): Là chiêu thức ảnh ảo, làm đối phương khi giáp chiến với mình nhầm tưởng là mình vẫn ở tại một chỗ, nhưng thực ra đã đi rất xa.
Volleyball Attack: chiêu thức dùng đối thủ như một quả bóng chuyền, tâng "bóng" với hai quyền rồi phát "bóng" bằng quyền thứ ba.
Thần giao cách cảm: có thể nói chuyện với những người ở khoảng cách xa.

## Bản thân
Anh là đối thủ nặng ký của Son Goku. Anh có nhiều tuyệt chiêu sát thủ như Thái dương hạ san, Khí công pháo, tứ yêu quyền. Chính chiêu Khí công pháo của anh đã làm cho Goku không đoạt được chức vô địch trong lần thượng đài thứ hai. Anh là một mẫu người mẫu mực, trung thực (thể hiện rõ nhất trong những thời điểm tranh tài trên võ đài)

## Diễn viên lồng tiếng
- Japanese Dub: Hirotaka Suzuoki (up till Z episode 82), Kōichi Yamadera (Z Episodes 83 & 84), Mitsuaki Madona (Games 2008 -), Hikaru Midorikawa (Dragon Ball Kai)
- Ocean Group Dub: Matt Smith
- Funimation Dub: Chris Cason (Season 3) John Burgmeier (Onwards, including remastered Season 3)
- Lồng tiếng Việt: Quang Tuyên (Dragon Ball; DB Z Kai the final chapter), MinhTriết (DB Kai), Minh Vũ (Dragon Ball Super)